# Níger nos Jogos Olímpicos de Verão de 2020
O Níger participa nos Jogos Olímpicos de Verão de 2020 em Tóquio. Originalmente programados para ocorrerem de 24 de julho a 9 de agosto de 2020, os Jogos foram adiados para 23 de julho a 8 de agosto de 2021, por causa da pandemia COVID-19. Será a 13ª participação da nação nos Jogos Olímpicos de Verão desde a sua estreia em 1964. A nação não participou das edições de 1976 e 1980, devido aos boicotes africano e norte-americano, respectivamente.

## Competidores
Abaixo está a lista do número de competidores nos Jogos.
| Esporte   | Masculino | Feminino | Total |
| --------- | --------- | -------- | ----- |
| Atletismo | 1         | 1        | 2     |
| Judô      | 1         | 0        | 1     |
| Natação   | 1         | 1        | 2     |
| Taekwondo | 1         | 1        | 2     |
| Total     | 4         | 3        | 7     |

## Atletismo
Os seguintes atletas do Níger conquistaram marcas de qualificação, pela marca direta ou pelo ranking mundial, nos seguintes eventos de pista e campo (até o máximo de três atletas em cada evento):
- Nota– As posições para os eventos de pista são em relação à bateria do atleta
- Q = Qualificado para a próxima fase
- q = Qualificado para a próxima fase como o perdedor mais rápido ou, em eventos de campo, pela posição sem atingir o alvo para qualificação
- NR = Recorde nacional
- N/A = Fase não aplicável para o evento
- Bye = Atleta não precisou disputar aquela fase

Eventos de pista e estrada
| Atleta             | Evento          | Eliminatória | Eliminatória | Quartas-de-final | Quartas-de-final | Semifinais | Semifinais | Final     | Final   |
| Atleta             | Evento          | Resultado    | Posição      | Resultado        | Posição          | Resultado  | Posição    | Resultado | Posição |
| ------------------ | --------------- | ------------ | ------------ | ---------------- | ---------------- | ---------- | ---------- | --------- | ------- |
| Badamassi Saguirou | 100 m masculino |              |              |                  |                  |            |            |           |         |
| Aminatou Seyni     | 200 m feminino  |              |              | —                | —                |            |            |           |         |

## Judô
O Níger inscreveu um judoca para o torneio olímpico após receber um convite da Comissão Tripartite da International Judo Federation.
Masculino
| Atleta           | Evento | Fase de 32           | Oitavas-de-final     | Quartas-de-final     | Semifinais           | Repescagem           | Final / BM           | Final / BM |
| Atleta           | Evento | Adversário Resultado | Adversário Resultado | Adversário Resultado | Adversário Resultado | Adversário Resultado | Adversário Resultado | Posição    |
| ---------------- | ------ | -------------------- | -------------------- | -------------------- | -------------------- | -------------------- | -------------------- | ---------- |
| Ismael Alhassane | –66 kg |                      |                      |                      |                      |                      |                      |            |

## Natação
O Níger recebeu vagas de universalidade da FINA para enviar os nadadores de melhor ranking (um por gênero) para seus respectivos eventos individuais nas Olimpíadas, baseado no Ranking de Pontos da FINA de 28 de junho de 2021.
| Atleta           | Evento                | Eliminatória | Eliminatória | Semifinal | Semifinal | Final | Final   |
| Atleta           | Evento                | Tempo        | Posição      | Tempo     | Posição   | Tempo | Posição |
| ---------------- | --------------------- | ------------ | ------------ | --------- | --------- | ----- | ------- |
| Alassane Seydou  | 100 m livre masculino |              |              |           |           |       |         |
| Roukaya Mohamane | 50 m livre feminino   |              |              |           |           |       |         |

## Taekwondo
O Níger inscreveu dois atletas para a competição olímpica do taekwondo. O medalhista de prata na Rio 2016 e campeão mundial de 2017 Abdoul Razak Issoufou qualificou diretamente pela segunda vez na categoria pesado masculino (+80 kg) após terminar entre os cinco melhores atletas do Ranking Olímpico da WT. Além disso, Tekiath Ben Yessouf garantiu a outra vaga na equipe nigerina após terminar entre as duas melhores da categoria (57 kg) no Torneio Africano de Qualificação Olímpica de 2020 em Rabat, Marrocos.
| Atleta                | Evento           | Oitavas-de-final     | Quartas-de-final     | Semifinais           | Repescagem           | Final / BM           | Final / BM |
| Atleta                | Evento           | Adversário Resultado | Adversário Resultado | Adversário Resultado | Adversário Resultado | Adversário Resultado | Posição    |
| --------------------- | ---------------- | -------------------- | -------------------- | -------------------- | -------------------- | -------------------- | ---------- |
| Abdoul Razak Issoufou | +80 kg masculino |                      |                      |                      |                      |                      |            |
| Tekiath Ben Yessouf   | -57 kg feminino  |                      |                      |                      |                      |                      |            |